# Grecogambiet
Het Grecogambiet is een opening bij het schaken, en is een variant in de koningspionopening.
De beginzetten zijn 1.e4 e5 2.Pf3 Pc6 3.Pc3 f5.
Eco-code C 44.
Dit gambiet dateert uit de 17e eeuw. Hoewel het dus een zeer oud gambiet is, wordt het toch niet vaak gespeeld.